# Поминовский сельсовет (Егорьевский район)
Поминовский сельсовет — упразднённая административно-территориальная единица, существовавшая на территории Московской губернии и Московской области до 1954 года.
Поминовский сельсовет был образован в первые годы советской власти. По данным 1923 года он входил в состав Поминовской волости Егорьевского уезда Московской губернии.
По данным 1926 года сельсовет включал деревни Болдино, Поминово, Соколово, Степановское и Филинская.
В 1929 году Поминовский с/с был отнесён к Егорьевскому району Орехово-Зуевского округа Московской области.
14 июня 1954 года Поминовский с/с был упразднён. При этом его территория была передана в Саввинский с/с.